# Margaret Stohl
Margaret Stohl (Pasadena, 1967) è una scrittrice statunitense.
È nota per essere la coautrice, insieme a Kami Garcia, dei romanzi delle Caster Chronicles.

## Biografia
Si è laureata all'Amherst College, dove vinse il Premio di Knox per la letteratura inglese, ha ottenuto un master in inglese dall'Università di Stanford e un dottorato in studi americani all'Università di Yale. Margaret era un assistente di insegnamento in poesia romantica all'Università di Stanford ed in studi cinematografici a Yale. Lei presenziò al programma di scrittura creativa dell'Università dell'Anglia Orientale.
Insieme all'amica Kami Garcia è autrice dei romanzi delle Caster Chronicles, composta dai romanzi La sedicesima luna, La diciassettesima luna, La diciottesima luna e La diciannovesima luna e dalla novella Sogni di tenebra. La collana, generalmente classificata come una serie di romanzi young adult fantasy romance, è ambientata nella piccola città romanzesca di Gatlin, Carolina del Sud, e narra le avventure ricche di azione e amore di Ethan Wate, ragazzo adolescente, e Lena Duchannes, maga di cui Ethan è perdutamente innamorato. Il primo libro, La sedicesima luna divenne best seller internazionale ed è sulla lista di best seller del New York Times. È stato pubblicato in 39 paesi e è stato tradotto in 28 lingue; ne è stato tratto un film nel 2013 dal titolo Beautiful Creatures - La sedicesima luna.
Margaret lavora anche nel settore dei videogiochi. Ha lavorato per la casa produttrice Activision, Westwood Studios, Electronic Arts ed è stata una delle cofondatrici di 7 studios.
Nel 2013 ha pubblicato il suo primo libro della sua nuova serie, intitolato Icons.

## Opere

### The Caster Chronicles(oLa sedicesima lunaoBeautiful Creatures)
Scritta con Kami Garcia
- La sedicesima luna (Beautiful Creatures, 2009) (ripubblicato poi nel 2013 come Beautiful Creatures - La sedicesima luna)
- La diciassettesima luna (Beautiful Darkness, 2010)
- La diciottesima luna (Beautiful Chaos, 2011)
- La diciannovesima luna (Beautiful Redemption, 2012)
- Sogni di tenebra (Dream Dark, 2011) - Speciale, esterno alla tetralogia principale (corrisponde al volume 2.5 della saga, quindi la sua storia si svolge tra La diciassettesima e La diciottesima luna)

A marzo 2015 la Mondadori ha pubblicato l'intera saga in un unico libro dal titolo Beautiful Creatures - La saga completa.

### Spin off diThe Caster Chronicles(Dangerous Creatures Saga)
- Dangerous Creatures (2014) - Ancora inedito in Italia
- Dangerous Deception (2015) - Ancora inedito in Italia
- Dangerous Dream (2013) - Ancora inedito in Italia - Speciale, edito solo in e-book, corrisponde al volume 0.5 della saga, ed è perciò un breve prequel

### Icons Saga
- Icons (2013) - Inedito in Italia
- Idols (2014) - Inedito in Italia